# David Trezeguet
David Sergio Trezeguet (Ruan, 15 de octubre de 1977) es un exfutbolista francés de ascendencia argentina.  Se desempeñó en la posición de delantero.
Comenzó su carrera como profesional en Platense, club al que arribó desde pequeño y en el que jugó por dos temporadas. Luego pasó al A. S. Mónaco en el que logró dos Division 1 sumado a la posibilidad de mostrarse en competencias internacionales europeas. En 2000, fue fichado por la Juventus de Turín en la que se mantuvo por diez años ininterrumpidos y con la que ganó cuatro Serie A de las cuales dos fueron anuladas por el famoso Calciopoli, dos Supercopa de Italia y una Serie B. Además, en la vecchia signora logró ser el máximo goleador (capocannoniere) de la liga y fue galardonado como mejor futbolista extranjero del año en la Serie A y mejor futbolista del año.
En agosto de 2010, luego de quedar libre acordó su incorporación al Hércules de España para jugar en la primera división española en donde consiguió hacer una aceptable campaña al cosechar una buena cantidad de goles (doce) que no bastaron para impedir el descenso de su equipo a segunda división. Debido a esto, Trezeguet decidió tomar nuevos rumbos y fichó por el Baniyas SC donde jugó apenas tres partidos y continuó con sus lesiones por lo que prefirió rescindir su contrato y buscar nuevas metas.
En diciembre de 2011, optó por incorporarse al club argentino River Plate ante la mala situación que afrontaba por aquel entonces dicha institución por estar compitiendo en la segunda división argentina. Fue una pieza fundamental en la operación retorno del millonario ya que mantuvo un excelente rendimiento individual que llevó al club a ganar partidos claves como el partido de la última fecha del campeonato que depositó nuevamente a la entidad de Núñez en primera división y que le permitió obtener al jugador un campeonato nacional.
En julio de 2013 pasó a Newell's Old Boys donde jugó por un año para luego emigrar a la India y jugar en el F. C. Pune City y disputar la I-League por media temporada, dando por finalizada su carrera futbolística en enero de 2015. Con la selección de fútbol de Francia participó en tres ediciones de la Copa Mundial de Fútbol y en dos Eurocopas, obteniendo una de cada una.

## Trayectoria

### Platense
Comenzó a practicar fútbol en Platense, donde hizo todas las divisiones inferiores. En 1994, con 16 años de edad, fue ascendido al primer equipo por el entonces entrenador Ricardo Rezza. Su debut en la primera división de Argentina se produjo el 12 de junio de 1994 en el encuentro en condición de local ante Gimnasia y Esgrima de La Plata que terminó con un marcador de 1:1.
Con el calamar disputó dos temporadas. En la primera de ellas, es decir el Torneo Clausura, el equipo hizo una magra campaña en la que terminó decimoctavo (penúltimo) con catorce puntos producto de tres victorias, ocho empates y ocho derrotas. David logró jugar tres encuentros en total y no marcó goles. En el Torneo Apertura todo fue diferente ya que el plantel mejoró sus actuaciones y culminó una mejor campaña finalizando en sexta posición con veintiún puntos producto de siete victorias, siete empates y cinco derrotas donde el francés jugó tan solo tres encuentros y pudo marcar goles.
A mediados de 1995, su representante Rafael Santos al ver que el club comenzó a tener problemas institucionales le propuso cambiar de aires y emigrar a Francia.

### A. S. Mónaco
Luego de quedar en libertad de acción, condición que consiguió su representante, estuvo a punto de fichar por el París Saint-Germain tras realizar unas pruebas pero al no llegar a un acuerdo económico y por la burocracia que mantenía en ese entonces el club parisino terminó fichando por el A. S. Mónaco, donde fue aceptado por el entonces entrenador y exfutbolista francés Jean Tigana que lo vio anotar cinco goles en las pruebas que realizó por lo que más tarde terminó firmando un contrato juvenil con un sueldo anual de 180 mil francos.
En enero de 1996 hizo su debut en la temporada 1995-96 de la Division 1 ante el París Saint-Germain. En este campeonato terminó tercero con el Mónaco y jugó tan solo cinco encuentros sin la posibilidad de hacerse en la red, en la que demostró más destreza que precisión. A la temporada siguiente consiguió su primer título de liga después de alzarse con la Division 1 de 1996-97 en la que jugó nuevamente cinco partidos y no marcó goles. En la temporada 1997-98, luego de la salida del equipo del futbolista brasilero Sonny Anderson, logró afianzarse como titular ratificándolo al terminar con dieciocho goles y segundo en la tabla de goleadores, debajo del exfutbolista francés Stéphane Guivarc'h.
En 1998, la participación en la Liga de Campeones de la UEFA de 1997-98 significó no solo su primera experiencia sino su primer gol en competencias internacionales sumado al anecdótico gol que le convirtió al Manchester United por los cuartos de final en el mismísimo Old Trafford, que les sirvió para llegar a semifinales donde finalmente quedaron eliminados a manos de la Juventus de Turín. Este mismo año fue nombrado y premiado como «Jugador joven del Año de la Division 1».
Para la temporada 1998-99 de la División 1 tanto el jugador como el equipo no lograron hacer una buena campaña ya que terminaron en la cuarta posición del torneo mientras que en la Liga Europea de la UEFA ni siquiera lograron pasar de la fase de grupos. En la siguiente temporada todo cambió y a pesar de no poder seguir formando una soñada dupla de ataque con el por entonces también joven Thierry Henry, que fue vendido a la Juventus de Italia, esto no impidió alzarse con la Division 1 en la que terminó con veintidós tantos anotados y por segunda vez como segundo mejor goleador del torneo.

### Juventus F. C.

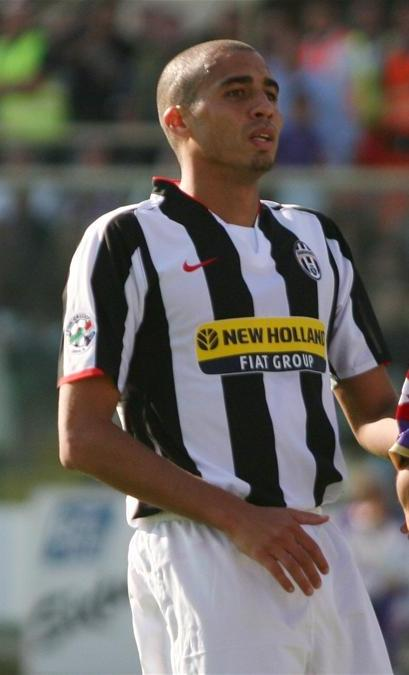
David Trezeguet con la camiseta de la Juventus de Turín en 2007.

A mediados del año 2000, fue traspasado a la Juventus de Italia por 45 000 millones de liras (aproximadamente 23 millones de euros) en la que firmó un contrato por cinco temporadas con un sueldo de 5000 millones de liras. Durante la conducción técnica de Carlo Ancelotti y la presencia de los delanteros Alessandro Del Piero y Filippo Inzaghi en la temporada 2000-01 de Serie A, no pudo ser titular y estuvo habitualmente sentado en el banco de suplentes. Sin embargo, esto no le prohibió ser el máximo goleador del equipo con catorce anotaciones en veintisiete encuentros disputados. Su primer gol lo anotó el 21 de octubre en el derbi ante el A. C. Milan, partido que terminó igualado 2:2. Por la Liga de Campeones de la UEFA jugó cinco partidos y marcó un gol pero la pobre campaña llevada a cabo por el grupo de jugadores de la vecchia signora no le permitió pasar de la fase de grupos terminando último en esta.
En la temporada 2001-02 de Serie A no solo consiguió el scudetto, sino que también finalizó como máximo goleador de dicho torneo italiano con veinticuatro tantos, mientras que por la Liga de Campeones de la UEFA alcanzó su mejor marca en competencias internacionales al finalizar con ocho goles anotados en diez partidos jugados pero el contraste estuvo dado en que el club bianconeri no logró pasar de la segunda fase.
En agosto de 2002, David y la Juventus se alzaron con la Supercopa de Italia tras vencer por 2:1 al Parma F. C. con dos goles de su compañero de equipo Alessandro Del Piero. Este mismo año Trezeguet fue premiado con un Oscar del Calcio al ser el mejor «Futbolista Extranjero del Año en la Serie A». Para las temporadas 2002-03 y 2003-04 del campeonato «tano» el jugador sufrió varias lesiones que le imposibilitaron ser titular en varios encuentros y mantener continuidad. A pesar de esto obtuvo un nuevo scudetto al finalizar la «Juve» con setenta y dos puntos en la primera de ellas. Al año siguiente (2003), se consagró nuevamente campeón de la supercopa italiana jugada en New York, al vencer en la tanda de penales al A. C. Milan por 5:3 después de empatar en los noventa minutos reglamentarios 1:1. También estuvo muy cerca de obtener la Liga de Campeones donde se quedó con el subcampeonato después de empatar en la final 0:0 y luego perder por penales 2:3 ante nuevamente el Milan de Italia, fallando en la ejecución de uno de ellos.
En la temporada 2004-05 y 2005-06 consiguió dos nuevos títulos ligueros en las que aportó nueve goles y luego veintitrés respectivamente, terminando como segundo mejor goleador en esta última. Dichos torneos, debido al escándalo de manipulación de encuentros conocido como Calciopoli o Moggigate, les fueron revocados y la Juventus fue descendida a la Serie B. Muchos jugadores como consecuencia de esto decidieron abandonar el club como en el caso de Fabio Cannavaro, Zlatan Ibrahimović, Patrick Vieira o Lilian Thuram, sin embargo, y a pesar de recibir ofertas tentadoras por parte del Manchester United o el Barcelona de España para contar con sus servicios, el jugador prefirió quedarse ante el convencimiento de Fabio Capello, a lo igual que sus compañeros de equipo Gianluigi Buffon, Mauro Camoranesi, Alessandro Del Piero y Pavel Nedvěd y tratar de devolver al club a la máxima categoría italiana. Fue así que en la temporada 2006-07 de la Serie B de Italia se adjudicó este torneo y logró ascender nuevamente con una participación fundamental al jugar treinta y un encuentros y anotar quince goles.
En la temporada 2007-08, llegó a los veinte goles, formando una pareja atacante excelente con il capitano Alessandro Del Piero y ayudando a su equipo a clasificarse a la Liga de Campeones 2008-09, en la que no pudo llegar más lejos de los cuartos de final donde quedó eliminado por un global de 2:3 a manos del Chelsea. En esta competición lo destacado fue que Trezeguet llegó a los ciento sesenta y siete goles con la camiseta bianconeri, igualando la marca de Omar Sívori (cuarto máximo goleador de la Juventus), para luego superarlo con las anotaciones restantes que le devinieron.
A principios de la temporada italiana 2008-09, sufrió una grave lesión que le significó la operación de la rodilla derecha para prevenir la ruptura del tendón de la misma que lo alejó por cuatro meses de las canchas. Al mismo tiempo los médicos le encontraron otro problema pero en la rodilla izquierda, la cual decidió intervenir también a fin de resolver sus problemas articulares. Regresó a los estadios el 28 de enero de 2009 en la derrota como visitante de su equipo ante el Udinese por 2:1.
Su penúltima y última temporada en el club italiano fueron la 2009-10 y 2010-11 donde en la primera disputó diecinueve partidos y marcó siete goles mientras que en la segunda no jugó en el campeonato italiano. En la Liga de Campeones no logró pasar a la segunda fase de la misma pero al terminar en la tercera posición de la fase de grupos le permitió competir en la Liga Europea de la UEFA donde finalmente quedó eliminado en octavos de final después de perder con el Fulham F. C. por un global de 5:4.
El 28 de agosto de 2010, puso fin a su contrato con la «Juve» luego de jugar en ella durante diez años, ya que empezó a tener poca continuidad y a no ser tenido muy en cuenta por el entrenador, además de no llegar a un acuerdo económico. Unos meses después la institución italiana plasmó una estrella honorífica con su nombre en el Juventus Stadium por integrar la lista de sus cincuenta mejores jugadores.

### Hércules y Baniyas

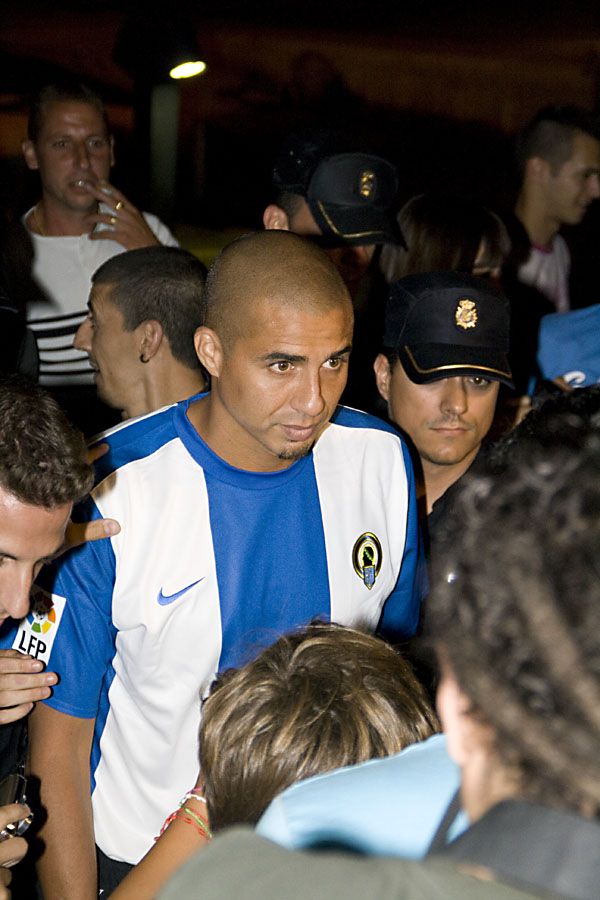
Trezeguet con la camiseta del Hércules de España luego de su presentación.

El 30 de agosto de 2010, Trezeguet acordó su traspaso al Hércules de España en el que firmó por dos temporadas con un sueldo de 1,5 millones de euros después de quedar libre de la Juventus de Turín tras rescindir su contrato con la misma. En la entidad alicantina disputó la temporada 2010-11 del torneo español donde logró tener en su primera etapa un aceptable rendimiento tanto individual como grupal, capitalizado en las victorias conseguidas ante el F. C. Barcelona por 2:0, ante el Sevilla F. C. y ante el Atlético de Madrid, entre otros, sumado a que aportó doce goles en veintinueve partidos jugados en dicho certamen terminado en el decimocuarto puesto de la tabla de goleadores. Su debut oficial lo realizó el 24 de enero en la derrota por 3:0 ante el Athletic de Bilbao y su primer gol lo marcó en la derrota por 1:2 ante el Valencia C. F. luego de convertir un tiro penal. A pesar de los mencionados triunfos el club herculano no logró quedarse en la máxima categoría del fútbol español ya que en su segunda etapa sufrió problemas económicos y dirigenciales lo que desencadenó en un fracaso futbolístico y en su consecuente descenso a segunda división. Debido a esto, David tuvo que marcharse de la institución de acuerdo a como lo estipulaba su cláusula del contrato.
En agosto de 2011, posteriormente a su salida del elenco español se incorporó al Baniyas de Dubái donde firmó un contrato por un año con un sueldo de 1,7 millones de euros anuales. En el equipo emiratí no tuvo mucha continuidad debido a sus lesiones y tan solo jugó tres encuentros y no anotó goles, por lo que optó por rescindir nuevamente su contrato y buscar nuevos horizontes.

### River Plate
El 20 de diciembre de 2011, a sus 34 años de edad, fichó para River Plate por dos años y medio, después de rescindir su contrato con el Baniyas de Dubái. En el club argentino disputó la temporada 2011-12 de la Primera B Nacional en la que fue, durante su segunda etapa, uno de los principales artífices del ansiado ascenso del club millonario. Marcó su primer gol con esta camiseta el 18 de febrero de 2012 por la vigésima primera fecha del torneo en la victoria por 3:0 de su equipo frente a Independiente Rivadavia donde él anotó el tercero de los goles. Realizó su primer doblete frente a Ferro Carril Oeste, el 31 de marzo en el que River goleó por 3:0 en dicho encuentro. El 23 de junio fue una fecha clave e inolvidable para la institución de Nuñez y David ya que estuvo en juego el regreso a la primera división frente a Almirante Brown. En dicho encuentro el francés le dio el ascenso a la entidad rojiblanca tras anotar los dos goles de la victoria, logrando regresarlo nuevamente a la máxima categoría del fútbol argentino después de un año en segunda división. En esta temporada el jugador totalizó diecinueve partidos jugados y trece goles anotados.
El inicio de la temporada 2012-13 de la primera división argentina del 5 de agosto, implicó la vuelta del jugador al fútbol máximo de dicho país. Debido a su importante actuación en segunda división, Matías Almeyda (director técnico del millonario en este período), le otorgó la cinta de capitán del plantel. Hizo su re-debut en la derrota por 2:1 ante Belgrano de Córdoba, partido que se jugó en el Estadio Monumental, y anotó su primer gol en la categoría ante Newell's Old Boys de Rosario después de una sequía de 379 minutos sin marcar donde el encuentro terminó empatado 3:3. Debido a su tendinitis no pudo disputar con normalidad la primera parte del torneo. Con la vuelta de Ramón Díaz (técnico más ganador en el club hasta ese entonces) en 2013, el jugador no solo logró recuperarse de su lesión sino que también continuó con su capitanía, y marcó su segundo gol (el primero con el mencionado entrenador) el 17 de febrero por la segunda fecha del Torneo Final, en el triunfo por 1:0 frente a Estudiantes de La Plata.

### Newell's Old Boys
El 22 de julio de 2013, tras no ser tenido en cuenta por el entrenador millonario Ramón Díaz a raíz de su lesión rotular, fichó por el club rosarino Newell's Old Boys en calidad de préstamo por una temporada. Su debut con la camiseta rojinegra se produjo el 18 de agosto, en el empate 0:0 ante Belgrano de Córdoba por la tercera fecha del torneo argentino. Su primer gol en dicho club lo anotó una fecha después, más precisamente el 23 de agosto, ante Atlético de Rafaela anotando el segundo gol del 2:0 final.
El 1 de noviembre de 2013, por la décima cuarta fecha del Torneo Inicial 2013 donde le tocó enfrentar a Colón de Santa Fe, David logró marcar su primer doblete con la camiseta leprosa lo que le significó a nivel personal alcanzar su gol número trescientos en su carrera profesional y a nivel grupal evitar la derrota de su equipo por lo que el partido finalizó 2:2.

### F. C. Pune City y retiro profesional
Luego de finalizar su vínculo por un año en Newell's Old Boys y previamente haber tenido la intención de retornar al club dueño de su ficha, River Plate, con la idea de retirarse en el mismo; le es rescindido su contrato por parte de la dirigencia tras no ser tenido en cuenta debido a su aparente mala relación con Fernando Cavenaghi (por entonces capitán del equipo). Por tal motivo es que el 30 de julio de 2014 es incorporado por el F. C. Pune City para disputar la I-League. En su única temporada disputada, el futbolista marcó dos goles en nueve presentaciones.
En enero de 2015, a la edad de treinta y siete años, el jugador decidió poner fin a su carrera profesional. Unos meses después del mismo, fue nombrado por la Juventus como nuevo embajador y presidente del proyecto Leyendas de Juventus, que tiene como objetivo reunir varios referentes o ídolos para representar a dicha institución en diferentes partes del mundo.

## Selección nacional

### Selección juvenil
Inició su participación en la selección francesa sub-20, formando parte de su plantel en la Copa Mundial de Fútbol Juvenil de 1997 donde le tocó medirse en el Grupo B. En el mismo se enfrentó a los seleccionados de Brasil, Corea del Sur y Sudáfrica donde jugó dos encuentros de la primera fase como titular y uno como suplente, anotándose cuatro veces en la red y terminado segundo en la tabla de posiciones y en zona de clasificación con seis puntos producto de dos victorias y una derrota. En los octavos de final debió enfrentar a la selección de México, partido en el que fue titular pero no marcó gol. Finalmente, quedó eliminado en los cuartos de final a manos del seleccionado uruguayo, partido en el que el gol de David no bastó ya que igualaron 1:1 en la parte reglamentaria y luego Francia perdió en los penales por 7:6. Finalizado el torneo fue premiado con el Botín de Plata luego de terminar con cinco goles convertidos en total.

#### Participaciones en Copas del Mundo Sub-20
| Mundial                   | Sede    | Resultado        |
| ------------------------- | ------- | ---------------- |
| Copa Mundial Juvenil 1997 | Malasia | Cuartos de final |

### Selección absoluta
Con la selección absoluta fue internacional en setenta y un ocasiones y marcó treinta y cuatro goles, además de obtener dos títulos con ella.
Debutó el 28 de enero de 1998, en el encuentro amistoso ante la selección de España que finalizó con marcador de 1:0 a favor de los bleus. Mientras que su primer gol lo anotó cinco meses más tarde en la victoria de su selección por 1:0, ante Finlandia en un amistoso. Tras lograr Francia la clasificación fue convocado por el entrenador Aimé Jacquet para participar en la Copa Mundial en la que estuvo presente en seis encuentros, tres en la primera fase donde le marcó un gol a la selección de Arabia Saudita y los tres restantes en los octavos, cuartos de final y semifinal. A pesar de no jugar la final se coronó campeón mundial luego de derrotar a Brasil por 3:0.
En la clasificación para la Eurocopa 2000 continuó siendo suplente, aun así marcó un gol ante la selección de Islandia. En el torneo se terminó consolidando en su desenlace junto a Thierry Henry marcando goles decisivos como el gol de oro en la final ante Italia que permitió a la selección gala quedarse con el campeonato al ganar por 2:1. En la Copa Mundial de Fútbol de 2002, disputó los tres encuentros de la fase de grupos como titular sin marcar goles y quedó eliminado en la misma al no clasificar su selección por quedar última.
En la clasificación para la Eurocopa 2004 aportó seis goles en cinco presentaciones, incluyendo un doblete suyo ante la selección de Chipre y terminando en la primera posición de su grupo. Ya en la Eurocopa 2004 volvió a terminar primero en su grupo, jugando a lo largo de la competición cuatro encuentros con un gol anotado y quedando eliminado en los cuartos de final frente a Grecia al perder 1:0.
A pesar de las lesiones que arrastró en el período 2005-2006, el técnico Raymond Domenech lo citó para competir en el Mundial de 2006 que terminó siendo su última copa mundialista jugada, en la que disputó dos encuentros de la primera fase (uno como suplente y otro como titular) para luego jugar directamente la final ante Italia ingresando como suplente en lugar de Franck Ribéry en el minuto 100 de la prórroga. Dicha final terminó igualada 1:1 y definida en la tanda de penales, en la que David malogró el suyo siendo el único fallado por parte de los bleus lo que permitió a la squadra azzurra quedarse con el título.
El 26 de marzo de 2008, el jugador jugó su último partido para el combinado francés en el amistoso igualado 0:0 ante Inglaterra anunciando su retiro de la selección francesa cinco meses más tarde luego de no ser convocado en la clasificación para la Eurocopa 2008, a pesar de haber terminado como segundo mejor goleador en la Serie A y después a la Eurocopa 2008.

#### Participaciones en Copas del Mundo
| Mundial                        | Sede                  | Resultado    |
| ------------------------------ | --------------------- | ------------ |
| Copa Mundial de Fútbol de 1998 | Francia               | Campeón      |
| Copa Mundial de Fútbol de 2002 | Corea del Sur y Japón | Primera fase |
| Copa Mundial de Fútbol de 2006 | Alemania              | Subcampeón   |

#### Participaciones en Eurocopas
| Eurocopa      | Sede                   | Resultado        |
| ------------- | ---------------------- | ---------------- |
| Eurocopa 2000 | Bélgica y Países Bajos | Campeón          |
| Eurocopa 2004 | Portugal               | Cuartos de final |

## Estadísticas

### Clubes
La siguiente tabla detalla los encuentros disputados y los goles marcados por Trezeguet en los clubes en los que ha militado.
| Platense Argentina          |               |               |     |     |    |    |    |     |     |      |      |
| 1.ª                         | 1993-94       | 3             | 0   | —   | —  | —  | —  | 3   | 0   | 0.00 |      |
| 1.ª                         | 1994-95       | 2             | 0   | —   | —  | —  | —  | 2   | 0   | 0.00 |      |
| Total club                  | Total club    | 5             | 0   | 0   | 0  | 0  | 0  | 5   | 0   | 0.00 |      |
| A. S. Mónaco Francia        |               |               |     |     |    |    |    |     |     |      |      |
| 1.ª                         | 1995-96       | 4             | 0   | 1   | 0  | —  | —  | 5   | 0   | 0.00 |      |
| 1.ª                         | 1996-97       | 5             | 0   | —   | —  | —  | —  | 5   | 0   | 0.00 |      |
| 1.ª                         | 1997-98       | 27            | 18  | 5   | 2  | 9  | 4  | 41  | 24  | 0.59 |      |
| 1.ª                         | 1998-99       | 27            | 12  | 3   | 0  | 5  | 2  | 35  | 14  | 0.40 |      |
| 1.ª                         | 1999-00       | 30            | 22  | 2   | 0  | 7  | 2  | 39  | 24  | 0.62 |      |
| Total club                  | Total club    | 93            | 52  | 11  | 2  | 21 | 8  | 125 | 62  | 0.50 |      |
| Juventus F. C. · Italia     |               |               |     |     |    |    |    |     |     |      |      |
| 1.ª                         | 2000-01       | 25            | 14  | 2   | 0  | 5  | 1  | 32  | 15  | 0.47 |      |
| 1.ª                         | 2001-02       | 34            | 24  | 2   | 0  | 10 | 8  | 46  | 32  | 0.70 |      |
| 1.ª                         | 2002-03       | 17            | 9   | 1   | 0  | 10 | 4  | 28  | 13  | 0.46 |      |
| 1.ª                         | 2003-04       | 25            | 16  | 4   | 2  | 5  | 4  | 34  | 22  | 0.65 |      |
| 1.ª                         | 2004-05       | 18            | 9   | 1   | 1  | 5  | 4  | 24  | 14  | 0.58 |      |
| 1.ª                         | 2005-06       | 32            | 23  | 1   | 0  | 9  | 6  | 42  | 29  | 0.69 |      |
| 2.ª                         | 2006-07       | 31            | 15  | 1   | 0  | —  | —  | 32  | 15  | 0.47 |      |
| 1.ª                         | 2007-08       | 36            | 20  | 3   | 0  | —  | —  | 39  | 20  | 0.51 |      |
| 1.ª                         | 2008-09       | 8             | 1   | 3   | 0  | 4  | 0  | 15  | 1   | 0.07 |      |
| 1.ª                         | 2009-10       | 19            | 7   | —   | —  | 8  | 3  | 27  | 10  | 0.37 |      |
| 1.ª                         | 2010          | —             | —   | —   | —  | 1  | 0  | 1   | 0   | 0.00 |      |
| Total club                  | Total club    | 245           | 138 | 18  | 3  | 57 | 30 | 320 | 171 | 0.53 |      |
| Hércules · España           |               |               |     |     |    |    |    |     |     |      |      |
| 1.ª                         | 2010-11       | 31            | 12  | —   | —  | —  | —  | 31  | 12  | 0.39 |      |
| Total club                  | Total club    | 31            | 12  | 0   | 0  | 0  | 0  | 31  | 12  | 0.39 |      |
| Baniyas · EAU               |               |               |     |     |    |    |    |     |     |      |      |
| 1.ª                         | 2011-12       | 3             | 0   | 1   | 0  | —  | —  | 4   | 0   | 0.00 |      |
| Total club                  | Total club    | 3             | 0   | 1   | 0  | 0  | 0  | 4   | 0   | 0.00 |      |
| River Plate Argentina       |               |               |     |     |    |    |    |     |     |      |      |
| 2.ª                         | 2012          | 19            | 13  | 2   | 1  | —  | —  | 21  | 14  | 0.67 |      |
| 1.ª                         | 2012-13       | 17            | 3   | —   | —  | —  | —  | 17  | 3   | 0.18 |      |
| Total club                  | Total club    | 36            | 16  | 2   | 1  | 0  | 0  | 38  | 17  | 0.45 |      |
| Newell's Old Boys Argentina |               |               |     |     |    |    |    |     |     |      |      |
| 1.ª                         | 2013-14       | 24            | 7   | —   | —  | 6  | 2  | 30  | 9   | 0.30 |      |
| Total club                  | Total club    | 24            | 7   | 0   | 0  | 6  | 2  | 30  | 9   | 0.30 |      |
| F. C. Pune City India       |               |               |     |     |    |    |    |     |     |      |      |
| 1.ª                         | 2014          | 9             | 2   | —   | —  | —  | —  | 9   | 2   | 0.22 |      |
| Total club                  | Total club    | 9             | 2   | 0   | 0  | 0  | 0  | 9   | 2   | 0.22 |      |
| Total carrera               | Total carrera | Total carrera | 446 | 227 | 32 | 6  | 84 | 40  | 562 | 273  | 0.49 |
| 1. 2. 3.                    |               |               |     |     |    |    |    |     |     |      |      |

### Selección nacional
La siguiente tabla detalla los encuentros disputados y los goles marcados por Trezeguet en la selección francesa absoluta.
| \| Fecha \| Ciudad \| Local \| Resultado \| Visitante \| Competencia \| Goles \| \| ---------- \| ------------- \| ------------- \| ----------- \| --------------- \| ------------------------------- \| ----- \| \| 28-01-1998 \| Saint-Denis \| Francia \| 1:0 \| España \| Amistoso \| 0 \| \| 25-02-1998 \| Marsella \| Francia \| 3:3 \| Noruega \| Amistoso \| 0 \| \| 22-04-1998 \| Solna \| Suecia \| 0:0 \| Francia \| Amistoso \| 0 \| \| 29-05-1998 \| Casablanca \| Marruecos \| (6) 2:2 (5) \| Francia \| Hassan-II Trophy \| 0 \| \| 05-06-1998 \| Helsinki \| Finlandia \| 0:1 \| Francia \| Amistoso \| 1 \| \| 12-06-1998 \| Marsella \| Francia \| 3:0 \| Sudáfrica \| Copa Mundial 1998 \| 0 \| \| 18-06-1998 \| Saint-Denis \| Francia \| 4:0 \| Arabia Saudita \| Copa Mundial 1998 \| 1 \| \| 24-06-1998 \| Lyon \| Francia \| 2:1 \| Dinamarca \| Copa Mundial 1998 \| 0 \| \| 28-06-1998 \| Lens \| Francia \| 1:0 \| Paraguay \| Copa Mundial 1998 \| 0 \| \| 03-07-1998 \| Saint-Denis \| Francia \| (4) 0:0 (3) \| Italia \| Copa Mundial 1998 \| 0 \| \| 08-07-1998 \| Saint-Denis \| Francia \| 2:1 \| Croacia \| Copa Mundial 1998 \| 0 \| \| 14-10-1998 \| Saint-Denis \| Francia \| 2:0 \| Andorra \| Clasificación Eurocopa 2000 \| 0 \| \| 31-03-1999 \| Saint-Denis \| Francia \| 2:0 \| Armenia \| Clasificación Eurocopa 2000 \| 0 \| \| 09-10-1999 \| Saint-Denis \| Francia \| 3:2 \| Islandia \| Clasificación Eurocopa 2000 \| 1 \| \| 23-02-2000 \| Saint-Denis \| Francia \| 1:0 \| Polonia \| Amistoso \| 0 \| \| 16-04-2000 \| Saint-Denis \| Francia \| 3:2 \| Eslovenia \| Amistoso \| 2 \| \| 28-05-2000 \| Zagreb \| Croacia \| 0:2 \| Francia \| Amistoso \| 1 \| \| 04-06-2000 \| Casablanca \| Francia \| (4) 2:2 (2) \| Japón \| Hassan-II Trophy \| 0 \| \| 21-06-2000 \| Ámsterdam \| Países Bajos \| 3:2 \| Francia \| Eurocopa 2000 \| 1 \| \| 28-06-2000 \| Bruselas \| Portugal \| 1:2 \| Francia \| Eurocopa 2000 \| 0 \| \| 02-07-2000 \| Róterdam \| Francia \| 2:1 \| Italia \| Eurocopa 2000 \| 1 \| \| 16-08-2000 \| Marsella \| Francia \| 5:1 \| FIFA XI \| Amistoso \| 3 \| \| 02-09-2000 \| Saint-Denis \| Francia \| 1:1 \| Inglaterra \| Amistoso \| 0 \| \| 04-10-2000 \| Saint-Denis \| Francia \| 1:1 \| Camerún \| Amistoso \| 0 \| \| 07-10-2000 \| Johannesburgo \| Sudáfrica \| 0:0 \| Francia \| Amistoso \| 0 \| \| 15-11-2000 \| Estambul \| Turquía \| 0:4 \| Francia \| Amistoso \| 1 \| \| 24-03-2001 \| Saint-Denis \| Francia \| 5:0 \| Japón \| Amistoso \| 2 \| \| 26-03-2001 \| Valencia \| España \| 2:1 \| Francia \| Amistoso \| 1 \| \| 25-04-2001 \| Saint-Denis \| Francia \| 4:0 \| Portugal \| Amistoso \| 0 \| \| 15-08-2001 \| Nantes \| Francia \| 1:0 \| Dinamarca \| Amistoso \| 0 \| \| 01-09-2001 \| Santiago \| Chile \| 2:1 \| Francia \| Amistoso \| 1 \| \| 06-10-2001 \| Saint-Denis \| Francia \| 4:1 \| Argelia \| Amistoso \| 0 \| \| 11-11-2001 \| Melbourne \| Australia \| 1:1 \| Francia \| Amistoso \| 1 \| \| 13-02-2002 \| Saint-Denis \| Francia \| 2:1 \| Rumania \| Amistoso \| 0 \| \| 27-02-2002 \| Saint-Denis \| Francia \| 5:0 \| Escocia \| Amistoso \| 2 \| \| 18-05-2002 \| Saint-Denis \| Francia \| 1:2 \| Bélgica \| Amistoso \| 0 \| \| 26-05-2002 \| Suwon \| Corea del Sur \| 2:3 \| Francia \| Amistoso \| 1 \| \| 31-05-2002 \| Seúl \| Francia \| 0:1 \| Senegal \| Copa Mundial 2002 \| 0 \| \| 06-06-2002 \| Busan \| Francia \| 0:0 \| Uruguay \| Copa Mundial 2002 \| 0 \| \| 11-06-2002 \| Incheon \| Dinamarca \| 2:0 \| Francia \| Copa Mundial 2002 \| 0 \| \| 12-02-2003 \| Saint-Denis \| Francia \| 0:2 \| República Checa \| Amistoso \| 0 \| \| 29-03-2003 \| Lens \| Francia \| 6:0 \| Malta \| Clasificación Eurocopa 2004 \| 1 \| \| 02-04-2003 \| Palermo \| Israel \| 1:2 \| Francia \| Clasificación Eurocopa 2004 \| 1 \| \| 20-08-2003 \| Ginebra \| Suiza \| 0:2 \| Francia \| Amistoso \| 0 \| \| 06-09-2003 \| Saint-Denis \| Francia \| 5:0 \| Chipre \| Clasificación Eurocopa 2004 \| 2 \| \| 10-09-2003 \| Liubliana \| Eslovenia \| 0:2 \| Francia \| Clasificación Eurocopa 2004 \| 1 \| \| 11-10-2003 \| Saint-Denis \| Francia \| 3:0 \| Israel \| Clasificación Eurocopa 2004 \| 1 \| \| 15-11-2003 \| Gelsenkirchen \| Alemania \| 0:3 \| Francia \| Amistoso \| 2 \| \| 31-03-2004 \| Róterdam \| Países Bajos \| 0:0 \| Francia \| Amistoso \| 0 \| \| 20-05-2004 \| Saint-Denis \| Francia \| 0:0 \| Francia \| FIFA Centennial \| 0 \| \| 28-05-2004 \| Montpellier \| Francia \| 4:0 \| Andorra \| Amistoso \| 0 \| \| 13-06-2004 \| Lisboa \| Francia \| 2:1 \| Inglaterra \| Eurocopa 2004 \| 0 \| \| 17-06-2004 \| Leiría \| Croacia \| 2:2 \| Francia \| Eurocopa 2004 \| 1 \| \| 21-06-2004 \| Coímbra \| Suiza \| 1:3 \| Francia \| Eurocopa 2004 \| 0 \| \| 25-06-2004 \| Lisboa \| Francia \| 0:1 \| Grecia \| Eurocopa 2004 \| 0 \| \| 09-02-2005 \| Saint-Denis \| Francia \| 1:1 \| Suecia \| Amistoso \| 1 \| \| 26-03-2005 \| Saint-Denis \| Francia \| 0:0 \| Suiza \| Clasificación Copa Mundial 2006 \| 0 \| \| 30-03-2005 \| Tel Aviv \| Israel \| 1:1 \| Francia \| Clasificación Copa Mundial 2006 \| 1 \| \| 17-08-2005 \| Saint-Denis \| Francia \| 3:0 \| Costa de Marfil \| Amistoso \| 0 \| \| 12-11-2005 \| Saint-Denis \| Francia \| 0:0 \| Alemania \| Amistoso \| 0 \| \| 01-03-2006 \| Saint-Denis \| Francia \| 1:2 \| Eslovaquia \| Amistoso \| 0 \| \| 27-05-2006 \| Saint-Denis \| Francia \| 1:0 \| México \| Amistoso \| 0 \| \| 07-06-2006 \| Saint-Étienne \| Francia \| 3:1 \| China \| Amistoso \| 1 \| \| 18-06-2006 \| Leipzig \| Francia \| 1:1 \| Corea del Sur \| Copa Mundial 2006 \| 0 \| \| 23-06-2006 \| Colonia \| Togo \| 0:2 \| Francia \| Copa Mundial 2006 \| 0 \| \| 09-07-2006 \| Berlín \| Italia \| (5) 1:1 (3) \| Francia \| Copa Mundial 2006 \| 0 \| \| 07-10-2006 \| Glasgow \| Escocia \| 1:1 \| Francia \| Clasificación Eurocopa 2008 \| 0 \| \| 11-10-2006 \| Montbéliard \| Francia \| 5:0 \| Islas Feroe \| Clasificación Eurocopa 2008 \| 2 \| \| 11-10-2006 \| Saint-Denis \| Francia \| 0:1 \| Argentina \| Amistoso \| 0 \| \| 12-09-2007 \| París \| Francia \| 0:1 \| Escocia \| Clasificación Eurocopa 2008 \| 0 \| \| 26-03-2008 \| París \| Francia \| 1:0 \| Inglaterra \| Amistoso \| 0 \| \| Total \| \| Presencias \| 71 \| \| Goles \| 34 \| |               |               |             |                 |                                 |       |
| Fecha | Ciudad        | Local         | Resultado   | Visitante       | Competencia                     | Goles |
| 28-01-1998 | Saint-Denis   | Francia       | 1:0         | España          | Amistoso                        | 0     |
| 25-02-1998 | Marsella      | Francia       | 3:3         | Noruega         | Amistoso                        | 0     |
| 22-04-1998 | Solna         | Suecia        | 0:0         | Francia         | Amistoso                        | 0     |
| 29-05-1998 | Casablanca    | Marruecos     | (6) 2:2 (5) | Francia         | Hassan-II Trophy                | 0     |
| 05-06-1998 | Helsinki      | Finlandia     | 0:1         | Francia         | Amistoso                        | 1     |
| 12-06-1998 | Marsella      | Francia       | 3:0         | Sudáfrica       | Copa Mundial 1998               | 0     |
| 18-06-1998 | Saint-Denis   | Francia       | 4:0         | Arabia Saudita  | Copa Mundial 1998               | 1     |
| 24-06-1998 | Lyon          | Francia       | 2:1         | Dinamarca       | Copa Mundial 1998               | 0     |
| 28-06-1998 | Lens          | Francia       | 1:0         | Paraguay        | Copa Mundial 1998               | 0     |
| 03-07-1998 | Saint-Denis   | Francia       | (4) 0:0 (3) | Italia          | Copa Mundial 1998               | 0     |
| 08-07-1998 | Saint-Denis   | Francia       | 2:1         | Croacia         | Copa Mundial 1998               | 0     |
| 14-10-1998 | Saint-Denis   | Francia       | 2:0         | Andorra         | Clasificación Eurocopa 2000     | 0     |
| 31-03-1999 | Saint-Denis   | Francia       | 2:0         | Armenia         | Clasificación Eurocopa 2000     | 0     |
| 09-10-1999 | Saint-Denis   | Francia       | 3:2         | Islandia        | Clasificación Eurocopa 2000     | 1     |
| 23-02-2000 | Saint-Denis   | Francia       | 1:0         | Polonia         | Amistoso                        | 0     |
| 16-04-2000 | Saint-Denis   | Francia       | 3:2         | Eslovenia       | Amistoso                        | 2     |
| 28-05-2000 | Zagreb        | Croacia       | 0:2         | Francia         | Amistoso                        | 1     |
| 04-06-2000 | Casablanca    | Francia       | (4) 2:2 (2) | Japón           | Hassan-II Trophy                | 0     |
| 21-06-2000 | Ámsterdam     | Países Bajos  | 3:2         | Francia         | Eurocopa 2000                   | 1     |
| 28-06-2000 | Bruselas      | Portugal      | 1:2         | Francia         | Eurocopa 2000                   | 0     |
| 02-07-2000 | Róterdam      | Francia       | 2:1         | Italia          | Eurocopa 2000                   | 1     |
| 16-08-2000 | Marsella      | Francia       | 5:1         | FIFA XI         | Amistoso                        | 3     |
| 02-09-2000 | Saint-Denis   | Francia       | 1:1         | Inglaterra      | Amistoso                        | 0     |
| 04-10-2000 | Saint-Denis   | Francia       | 1:1         | Camerún         | Amistoso                        | 0     |
| 07-10-2000 | Johannesburgo | Sudáfrica     | 0:0         | Francia         | Amistoso                        | 0     |
| 15-11-2000 | Estambul      | Turquía       | 0:4         | Francia         | Amistoso                        | 1     |
| 24-03-2001 | Saint-Denis   | Francia       | 5:0         | Japón           | Amistoso                        | 2     |
| 26-03-2001 | Valencia      | España        | 2:1         | Francia         | Amistoso                        | 1     |
| 25-04-2001 | Saint-Denis   | Francia       | 4:0         | Portugal        | Amistoso                        | 0     |
| 15-08-2001 | Nantes        | Francia       | 1:0         | Dinamarca       | Amistoso                        | 0     |
| 01-09-2001 | Santiago      | Chile         | 2:1         | Francia         | Amistoso                        | 1     |
| 06-10-2001 | Saint-Denis   | Francia       | 4:1         | Argelia         | Amistoso                        | 0     |
| 11-11-2001 | Melbourne     | Australia     | 1:1         | Francia         | Amistoso                        | 1     |
| 13-02-2002 | Saint-Denis   | Francia       | 2:1         | Rumania         | Amistoso                        | 0     |
| 27-02-2002 | Saint-Denis   | Francia       | 5:0         | Escocia         | Amistoso                        | 2     |
| 18-05-2002 | Saint-Denis   | Francia       | 1:2         | Bélgica         | Amistoso                        | 0     |
| 26-05-2002 | Suwon         | Corea del Sur | 2:3         | Francia         | Amistoso                        | 1     |
| 31-05-2002 | Seúl          | Francia       | 0:1         | Senegal         | Copa Mundial 2002               | 0     |
| 06-06-2002 | Busan         | Francia       | 0:0         | Uruguay         | Copa Mundial 2002               | 0     |
| 11-06-2002 | Incheon       | Dinamarca     | 2:0         | Francia         | Copa Mundial 2002               | 0     |
| 12-02-2003 | Saint-Denis   | Francia       | 0:2         | República Checa | Amistoso                        | 0     |
| 29-03-2003 | Lens          | Francia       | 6:0         | Malta           | Clasificación Eurocopa 2004     | 1     |
| 02-04-2003 | Palermo       | Israel        | 1:2         | Francia         | Clasificación Eurocopa 2004     | 1     |
| 20-08-2003 | Ginebra       | Suiza         | 0:2         | Francia         | Amistoso                        | 0     |
| 06-09-2003 | Saint-Denis   | Francia       | 5:0         | Chipre          | Clasificación Eurocopa 2004     | 2     |
| 10-09-2003 | Liubliana     | Eslovenia     | 0:2         | Francia         | Clasificación Eurocopa 2004     | 1     |
| 11-10-2003 | Saint-Denis   | Francia       | 3:0         | Israel          | Clasificación Eurocopa 2004     | 1     |
| 15-11-2003 | Gelsenkirchen | Alemania      | 0:3         | Francia         | Amistoso                        | 2     |
| 31-03-2004 | Róterdam      | Países Bajos  | 0:0         | Francia         | Amistoso                        | 0     |
| 20-05-2004 | Saint-Denis   | Francia       | 0:0         | Francia         | FIFA Centennial                 | 0     |
| 28-05-2004 | Montpellier   | Francia       | 4:0         | Andorra         | Amistoso                        | 0     |
| 13-06-2004 | Lisboa        | Francia       | 2:1         | Inglaterra      | Eurocopa 2004                   | 0     |
| 17-06-2004 | Leiría        | Croacia       | 2:2         | Francia         | Eurocopa 2004                   | 1     |
| 21-06-2004 | Coímbra       | Suiza         | 1:3         | Francia         | Eurocopa 2004                   | 0     |
| 25-06-2004 | Lisboa        | Francia       | 0:1         | Grecia          | Eurocopa 2004                   | 0     |
| 09-02-2005 | Saint-Denis   | Francia       | 1:1         | Suecia          | Amistoso                        | 1     |
| 26-03-2005 | Saint-Denis   | Francia       | 0:0         | Suiza           | Clasificación Copa Mundial 2006 | 0     |
| 30-03-2005 | Tel Aviv      | Israel        | 1:1         | Francia         | Clasificación Copa Mundial 2006 | 1     |
| 17-08-2005 | Saint-Denis   | Francia       | 3:0         | Costa de Marfil | Amistoso                        | 0     |
| 12-11-2005 | Saint-Denis   | Francia       | 0:0         | Alemania        | Amistoso                        | 0     |
| 01-03-2006 | Saint-Denis   | Francia       | 1:2         | Eslovaquia      | Amistoso                        | 0     |
| 27-05-2006 | Saint-Denis   | Francia       | 1:0         | México          | Amistoso                        | 0     |
| 07-06-2006 | Saint-Étienne | Francia       | 3:1         | China           | Amistoso                        | 1     |
| 18-06-2006 | Leipzig       | Francia       | 1:1         | Corea del Sur   | Copa Mundial 2006               | 0     |
| 23-06-2006 | Colonia       | Togo          | 0:2         | Francia         | Copa Mundial 2006               | 0     |
| 09-07-2006 | Berlín        | Italia        | (5) 1:1 (3) | Francia         | Copa Mundial 2006               | 0     |
| 07-10-2006 | Glasgow       | Escocia       | 1:1         | Francia         | Clasificación Eurocopa 2008     | 0     |
| 11-10-2006 | Montbéliard   | Francia       | 5:0         | Islas Feroe     | Clasificación Eurocopa 2008     | 2     |
| 11-10-2006 | Saint-Denis   | Francia       | 0:1         | Argentina       | Amistoso                        | 0     |
| 12-09-2007 | París         | Francia       | 0:1         | Escocia         | Clasificación Eurocopa 2008     | 0     |
| 26-03-2008 | París         | Francia       | 1:0         | Inglaterra      | Amistoso                        | 0     |
| Total |               | Presencias    | 71          |                 | Goles                           | 34    |

### Resumen estadístico
|                       | Partidos | Goles | Promedio |
| --------------------- | -------- | ----- | -------- |
| Primera División      | 396      | 199   | 0,50     |
| Segunda División      | 50       | 28    | 0,56     |
| Copas nacionales      | 32       | 6     | 0,19     |
| Copas internacionales | 84       | 40    | 0,48     |
| Selección de Francia  | 71       | 34    | 0,47     |
| TOTAL                 | 633      | 307   | 0,48     |

## Palmarés

### Campeonatos nacionales
| Título               | Club           | País      | Año     |
| -------------------- | -------------- | --------- | ------- |
| Division 1           | A. S. Monaco   | Francia   | 1996-97 |
| Supercopa de Francia | A. S. Monaco   | Francia   | 1997    |
| Division 1           | A. S. Monaco   | Francia   | 1999-00 |
| Serie A              | Juventus F. C. | Italia    | 2001-02 |
| Supercopa de Italia  | Juventus F. C. | Italia    | 2002    |
| Serie A              | Juventus F. C. | Italia    | 2002-03 |
| Supercopa de Italia  | Juventus F. C. | Italia    | 2003    |
| Serie B              | Juventus F. C. | Italia    | 2006-07 |
| Primera B Nacional   | River Plate    | Argentina | 2011-12 |

### Copas internacionales
| Título                 | Equipo               | País                   | Año  |
| ---------------------- | -------------------- | ---------------------- | ---- |
| Copa Mundial de Fútbol | Selección de Francia | Francia                | 1998 |
| Eurocopa               | Selección de Francia | Bélgica y Países Bajos | 2000 |

### Distinciones individuales
| Distinción                                   | Año  |
| -------------------------------------------- | ---- |
| Jugador Joven del Año de la División 1.      | 1998 |
| Incluido en el Equipo del año UEFA.          | 2001 |
| Futbolista Extranjero del Año en la Serie A. | 2002 |
| Futbolista del Año en la Serie A.            | 2002 |
| Capocannoniere de la Serie A (24 goles).     | 2002 |
| Futbolistas FIFA 100.                        | 2004 |
| Premio Golden Foot "Leyenda del Fútbol".     | 2015 |

### Condecoraciones
| Condecoración                    | Año  |
| -------------------------------- | ---- |
| Caballero de la Legión de Honor. | 1998 |

## Vida privada
Nació el 15 de octubre de 1977 en la ciudad de Ruan, Francia. Es hijo del exfutbolista Jorge Trezeguet y de Beatriz González. Creció en Florida, un barrio del partido de Vicente López, Buenos Aires. Tiene una hermana, Fabiana Trezeguet. Estuvo casado con la española Beatriz Villalba de la que se separó en 2012 luego de trece años de matrimonio y con la que tiene dos hijos: Aarón Trezeguet (nacido en 2001) y Noraan Trezeguet (nacido en 2008).
Es conocedor de cuatro idiomas, entre ellos el castellano, el francés y el italiano. En 2011, hizo público su fanatismo por River Plate y declaró ser hincha del mismo.
A fines de 2013, obtuvo su diploma de mánager deportivo, tras recibirse en la Universidad Católica Argentina de Buenos Aires.